# Liga das Nações da UEFA D de 2022–23
A Liga das Nações da UEFA D de 2022–23 foi a quarta divisão da edição 2022–23 da Liga das Nações da UEFA, a terceira temporada da competição internacional de futebol envolvendo as seleções masculinas das 55 federações membros da UEFA.

## Formato
A Liga D consiste nos membros da UEFA com a classificação mais baixa, entre 49º e 55º, na classificação geral da Liga das Nações da UEFA de 2020–21, sendo estes divididos em dois grupos (um grupo de quatro equipes e um grupo de três equipes). Cada equipe jogou seis partidas dentro de seu grupo, usando o formato de partidas em casa e fora em junho e setembro de 2022. Os vencedores de cada grupo serão promovidos para a Liga das Nações da UEFA C de 2024–25.

## Equipes

### Mudanças de equipe
A seguir estão as mudanças de equipe da Liga B da temporada 2020–21:
| Rebaixados da Liga das Nações da UEFA C de 2020–21 |
| -------------------------------------------------- |
| - Estónia - Moldávia                               |

| Promovidos para Liga das Nações da UEFA C de 2022–23 |
| ---------------------------------------------------- |
| - Gibraltar - Ilhas Faroé                            |

### Chaveamento
Na lista de acesso de 2022–23, a UEFA classificou as equipes com base na classificação geral da Liga das Nações da UEFA de 2020–21. Os potes para a fase de grupos foram confirmados em 22 de setembro de 2021, e foram baseados na classificação da lista de acesso.
| Seleção       | Rank |
| ------------- | ---- |
| Estónia       | 49   |
| Moldávia      | 50   |
| Liechtenstein | 51   |
| Malta         | 52   |

| Seleção    | Rank |
| ---------- | ---- |
| Letónia    | 53   |
| San Marino | 54   |
| Andorra    | 55   |

O sorteio para a fase de grupos ocorreu na sede da UEFA em Nyon na Suíça em 16 de dezembro de 2021.

## Grupos
A lista de partidas foi confirmada pela UEFA em 17 de dezembro de 2021.
Horário das partidas segue o fuso horário UTC+2 (os horários locais, se diferentes, estão entre parênteses).

### Grupo 1
| Pos | Equipe        | Pts | J | V | E | D | GP | GC | SG  | Promovido          |     | Letónia | Moldávia | Andorra | Liechtenstein |
| --- | ------------- | --- | - | - | - | - | -- | -- | --- | ------------------ | --- | ------- | -------- | ------- | ------------- |
| 1   | Letónia       | 13  | 6 | 4 | 1 | 1 | 12 | 5  | +7  | Promovido à Liga C |     | —       | 1–2      | 3–0     | 1–0           |
| 2   | Moldávia      | 13  | 6 | 4 | 1 | 1 | 10 | 6  | +4  |                    |     | 2–4     | —        | 2–1     | 2–0           |
| 3   | Andorra       | 8   | 6 | 2 | 2 | 2 | 6  | 7  | −1  |                    | 1–1 | 0–0     | —        | 2–1     |               |
| 4   | Liechtenstein | 0   | 6 | 0 | 0 | 6 | 1  | 11 | −10 |                    | 0–2 | 0–2     | 0–2      | —       |               |

| 3 de junho de 2022  | Letónia                                   | 3 – 0     | Andorra | Estádio Daugava, Riga      |
| 18:00 19:00 (UTC+3) | Uldriķis 9', 77' · J. Ikaunieks 85' (pen) | Relatório |         | Árbitro: POL Tomasz Musiał |

| 3 de junho de 2022 | Liechtenstein | 0 – 2     | Moldávia                      | Rheinpark Stadion, Vaduz       |
| 20:45              |               | Relatório | Nicolaescu 5' · Bolohan 90+1' | Árbitro: GEO Giorgi Kruashvili |

| 6 de junho de 2022  | Letónia     | 1 – 0     | Liechtenstein | Estádio Daugava, Riga    |
| 18:00 19:00 (UTC+3) | Zjuzins 73' | Relatório |               | Árbitro: CRO Mario Zebec |

| 6 de junho de 2022 | Andorra | 0 – 0     | Moldávia | Estádio Nacional, Andorra-a-Velha |
| 20:45              |         | Relatório |          | Árbitro: SUI Lionel Tschudi       |

| 10 de junho de 2022 | Moldávia                         | 2 – 4     | Letónia                                     | Estádio Zimbru, Quixinau   |
| 18:00 19:00 (UTC+3) | Nicolaescu 5' (pen) · Moțpan 64' | Relatório | Gutkovskis 19', 60' · J. Ikaunieks 26', 75' | Árbitro: ENG Andrew Madley |

| 10 de junho de 2022 | Andorra                     | 2 – 1     | Liechtenstein | Estádio Nacional, Andorra-a-Velha |
| 20:45               | Aláez 78' (pen) · Rubio 82' | Relatório | Meier 90+3'   | Árbitro: SVN Nejc Kajtazovic      |

| 14 de junho de 2022 | Moldávia                                  | 2 – 1     | Andorra             | Estádio Zimbru, Quixinau      |
| 18:00 19:00 (UTC+3) | Caimacov 26' (pen) · Nicolaescu 50' (pen) | Relatório | Márcio Vieira 45+4' | Árbitro: DEN Peter Kjaesgaard |

| 14 de junho de 2022 | Liechtenstein | 0 – 2     | Letónia             | Rheinpark Stadion, Vaduz        |
| 20:45               |               | Relatório | Gutkovskis 20', 28' | Árbitro: MKD Aleksandar Stavrev |

| 22 de setembro de 2022 | Letónia          | 1 – 2     | Moldávia                     | Estádio Skonto, Riga       |
| 18:00 19:00 (UTC+3)    | J. Ikaunieks 55' | Relatório | Revenco 26' · Nicolaescu 45' | Árbitro: POR António Nobre |

| 22 de setembro de 2022 | Liechtenstein | 0 – 2     | Andorra               | Rheinpark Stadion, Vaduz  |
| 20:45                  |               | Relatório | Rosas 4' · Cervós 80' | Árbitro: ALB Juxhin Xhaja |

| 25 de setembro de 2022 | Andorra   | 1 – 1     | Letónia        | Estádio Nacional, Andorra-a-Velha  |
| 15:00                  | Rosas 88' | Relatório | Gutkovskis 50' | Árbitro: GRE Anastasios Papapetrou |

| 25 de setembro de 2022 | Moldávia           | 2 – 0     | Liechtenstein | Estádio Zimbru, Quixinau        |
| 15:00 16:00 (UTC+3)    | Stînă 90+2', 90+4' | Relatório |               | Árbitro: FRA Stéphanie Frappart |

### Grupo 2
| Pos | Equipe     | Pts | J | V | E | D | GP | GC | SG | Promovido          |     | Estónia | Malta | San Marino |
| --- | ---------- | --- | - | - | - | - | -- | -- | -- | ------------------ | --- | ------- | ----- | ---------- |
| 1   | Estónia    | 12  | 4 | 4 | 0 | 0 | 10 | 2  | +8 | Promovido à Liga C |     | —       | 2–1   | 2–0        |
| 2   | Malta      | 6   | 4 | 2 | 0 | 2 | 5  | 4  | +1 |                    |     | 1–2     | —     | 1–0        |
| 3   | San Marino | 0   | 4 | 0 | 0 | 4 | 0  | 9  | −9 |                    | 0–4 | 0–2     | —     |            |

| 2 de junho de 2022  | Estónia              | 2 – 0     | San Marino | A. Le Coq Arena, Tallinn          |
| 18:00 19:00 (UTC+3) | Kirss 24' · Tamm 32' | Relatório |            | Árbitro: GRE Ioannis Papadopoulos |

| 5 de junho de 2022 | San Marino | 0 – 2     | Malta                          | Estádio Olímpico, Serravalle |
| 15:00              |            | Relatório | Busuttil 59' · Guillaumier 75' | Árbitro: AZE Aliyar Aghayev  |

| 9 de junho de 2022 | Malta           | 1 – 2     | Estónia                     | Estádio Nacional, Ta' Qali |
| 20:45              | Hein 56' (g.c.) | Relatório | Vassiljev 21' · Anier 90+4' | Árbitro: SCO Bobby Madden  |

| 12 de junho de 2022 | Malta         | 1 – 0     | San Marino | Estádio Nacional, Ta' Qali |
| 20:45               | Z. Muscat 50' | Relatório |            | Árbitro: NED Dennis Higler |

| 23 de setembro de 2022 | Estónia                          | 2 – 1     | Malta           | A. Le Coq Arena, Tallinn    |
| 18:00 19:00 (UTC+3)    | Sappinen 45+6' (pen) · Anier 86' | Relatório | Teuma 51' (pen) | Árbitro: GER Daniel Siebert |

| 26 de setembro de 2022 | San Marino | 0 – 4     | Estónia                                     | Estádio Olímpico, Serravalle |
| 20:45                  |            | Relatório | Anier 38', 77' · Teniste 56' · Sappinen 66' | Árbitro: UKR Kateryna Monzul |

## Classificação geral
As 7 equipes da Liga D serão classificadas entre 49º à 55º na Liga das Nações da UEFA de 2022–23 de acordo com as seguintes regras:
- As equipes que terminarem em primeiro nos grupos serão classificadas entre 49º à 50º de acordo com os resultados da fase de grupos, não levando em consideração os resultados contra o time quarto colocado.
- As equipes que terminarem em segundo lugar nos grupos serão classificadas entre 51º à 52º de acordo com os resultados da fase de grupos, não levando em consideração os resultados contra o time quarto colocado.
- As equipes que terminarem em terceiro lugar nos grupos serão classificadas entre 53º à 54º de acordo com os resultados da fase de grupos, não levando em consideração os resultados contra o time quarto colocado.
- A equipe que terminar em quarto lugar no grupo 1 será classificada em 55º.

| Pos | Grp | Equipe        | Pts | J | V | E | D | GP | GC | SG  |
| --- | --- | ------------- | --- | - | - | - | - | -- | -- | --- |
| 49  | 1   | Letónia       | 13  | 6 | 4 | 1 | 1 | 12 | 5  | +7  |
| 50  | 1   | Moldávia      | 13  | 6 | 4 | 1 | 1 | 10 | 6  | +4  |
|     |     |               |     |   |   |   |   |    |    |     |
| 51  | 2   | Estónia       | 12  | 4 | 4 | 0 | 0 | 10 | 2  | +8  |
| 52  | 1   | Andorra       | 8   | 6 | 2 | 2 | 2 | 6  | 7  | −1  |
|     |     |               |     |   |   |   |   |    |    |     |
| 53  | 2   | Malta         | 6   | 4 | 2 | 0 | 2 | 5  | 4  | +1  |
| 54  | 2   | San Marino    | 0   | 4 | 0 | 0 | 4 | 0  | 9  | −9  |
|     |     |               |     |   |   |   |   |    |    |     |
| 55  | 1   | Liechtenstein | 0   | 6 | 0 | 0 | 6 | 1  | 11 | −10 |